# Habitus (biologie)

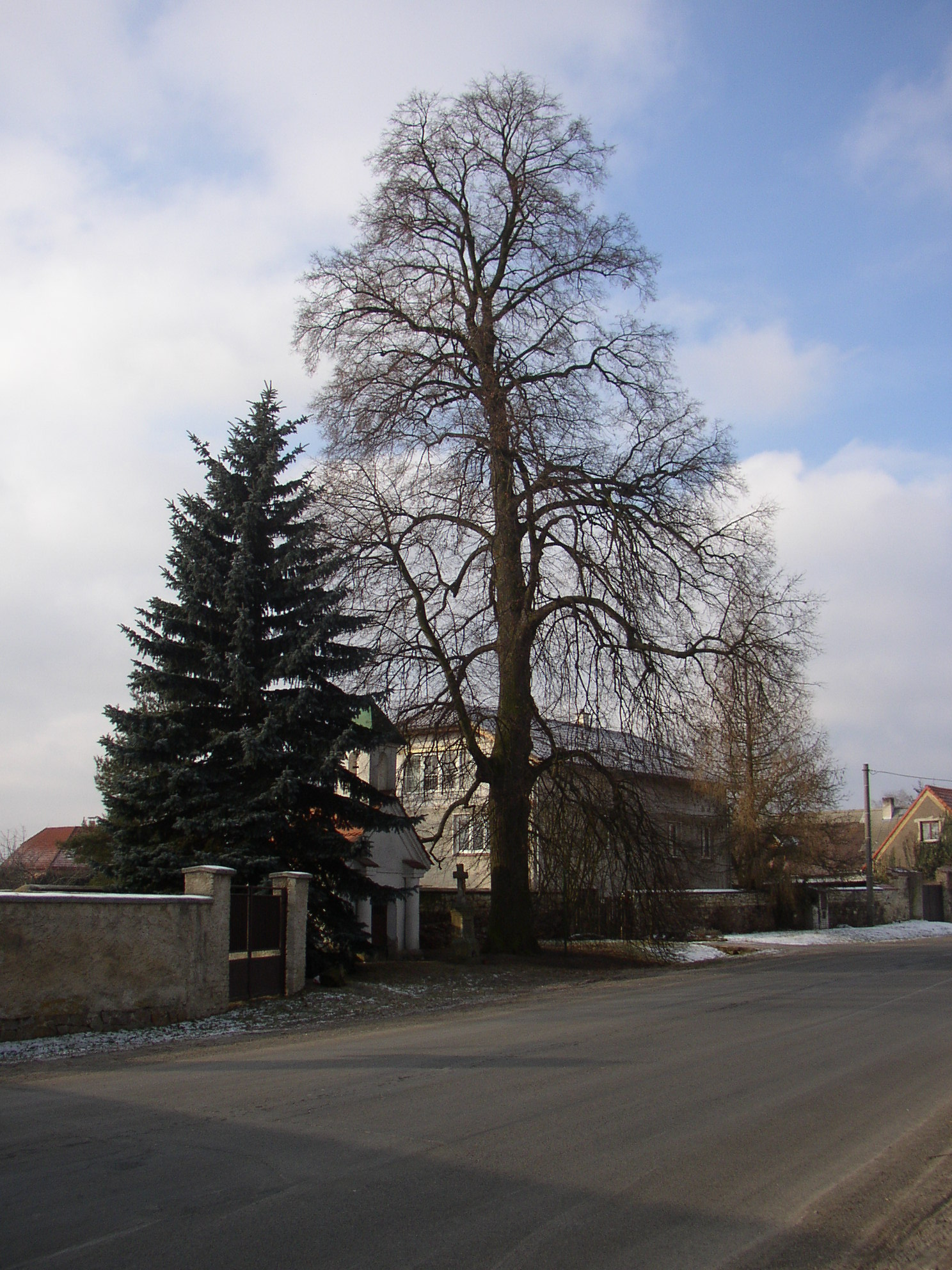
Typický habitus lípy srdčité (vpravo)

Termínem habitus se v botanice a dendrologii souhrnně označuje typický charakter, vzhled a architektura rostlinného druhu, taxonu nebo kultivaru – jinými slovy jeho typická vnější podoba. Většinou se jím shrnují fenotypové vlastnosti, které je možné rozeznat prostým pohledem na jedince, jako je vzrůst, rozložení koruny a rozvržení hlavních větví u stromů, charakter a četnost větvení, olistění, směrovost růstu (poléhavost, popínavost, vzpřímenost), řídkost či nahloučenost větví či listů, textura a celkový (i estetický) dojem, který těmito vlastnostmi rostlina na pozorovatele vytváří.

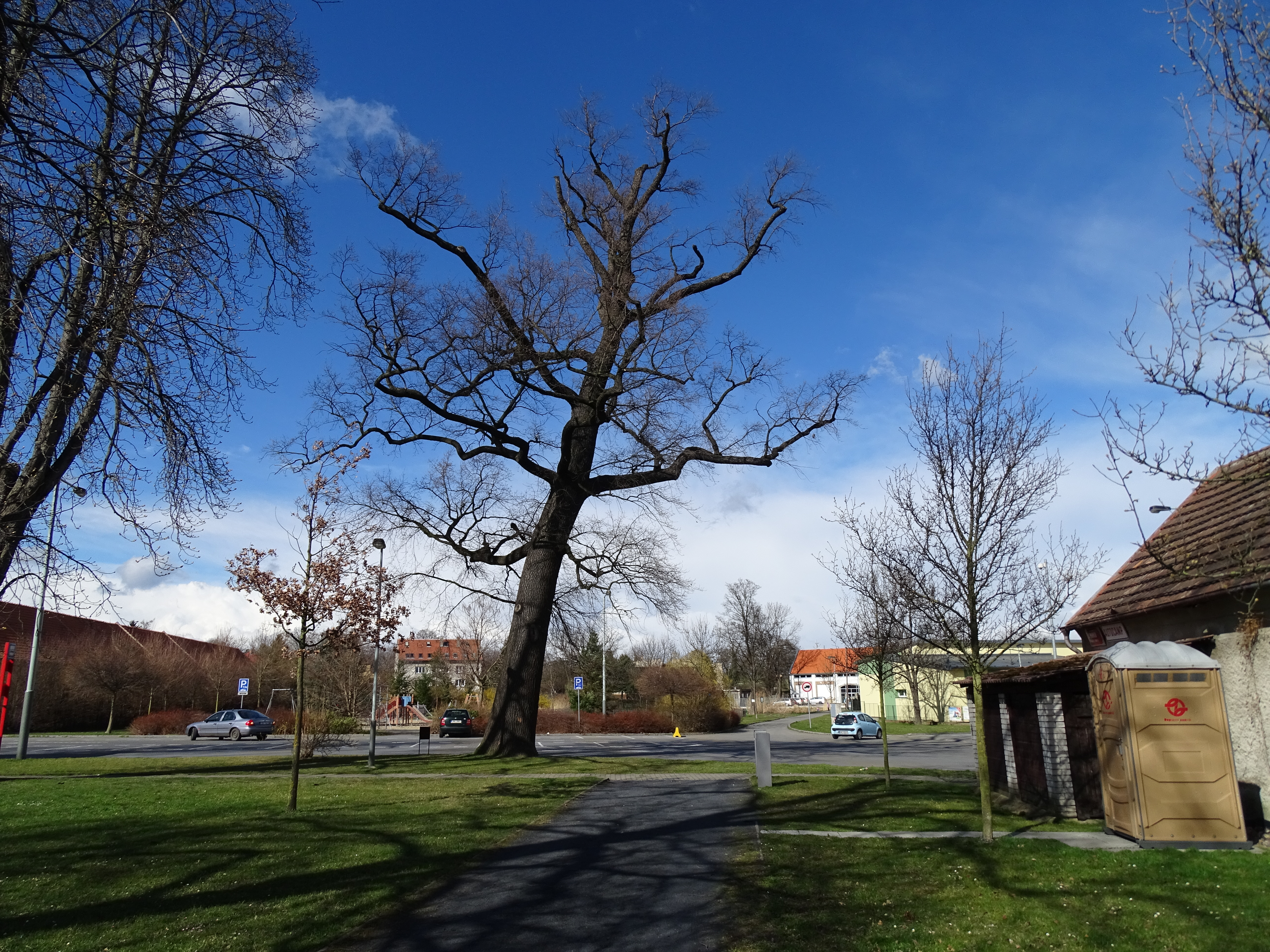
Mezi stromy se snadno rozpoznatelným habitem patří i dub letní